# 変異型クロイツフェルト・ヤコブ病
変異型クロイツフェルト・ヤコブ病（variant Creutzfeldt-Jacob disease, vCJD）または新変異型クロイツフェルト・ヤコブ病（new variant Creutzfeldt-Jacob disease, nvCJD）は、伝染性海綿状脳症に属する中枢神経系疾患の一種である。症状は、精神障害、行動の変化、痛みを伴う感覚などがあげられる。病原曝露から症状が発現するまでの期間は不明確であるが、数年と考えられている。症状発現後の平均寿命は13ヶ月である。
vCJDは誤って折り畳まれた異常なタンパク質のプリオンによって引き起こされる。感染拡散の起因は、主に牛海綿状脳症（BSE）に感染した牛肉を食すことによると考えられている。感染には特定の遺伝的感受性を要すると考えられている。さらに、血液製剤または汚染された手術器具を介し感染拡散する可能性もある。確定診断には脳生検が行われるが、他の特定の診断基準となる症状などに基づいて判断される。古典的なクロイツフェルト・ヤコブ病とは異なるものだが、どちらもプリオンの影響によるものである。
vCJDの治療には支持療法が行われる。2012年時点のイギリスでは約170のvCJDの症例が記録されており、その他の地域では50症例が記録されている。この病気は2000年以降は一般的に診られなくなった。発症年齢は30歳未満であるが、何故30歳以下の若者なのかは不明である。1996年に、スコットランドのエジンバラにある国立CJD監視部隊によって最初に特定された。 